# Calycophylleae
Calycophylleae es una tribu de plantas  perteneciente a la familia Rubiaceae.

## Géneros
- Según Wikispecies:[1]
- Calycophyllum

- Según NCBI:[2]
- Ferdinandusa
- Macrocnemum
- Semaphyllanthe